# Филенбах
Филенбах (њем. Villenbach) општина је у њемачкој савезној држави Баварска. Једно је од 27 општинских средишта округа Дилинген ан дер Донау. Према процјени из 2010. у општини је живјело 1.252 становника. Посједује регионалну шифру (AGS) 9773179.

## Географски и демографски подаци
Филенбах се налази у савезној држави Баварска у округу Дилинген ан дер Донау. Општина се налази на надморској висини од 437 метара. Површина општине износи 17,8 km². У самом мјесту је, према процјени из 2010. године, живјело 1.252 становника. Просјечна густина становништва износи 70 становника/km².

## Међународна сарадња
| Мјесто | Држава    | Врста сарадње | Од    |
| ------ | --------- | ------------- | ----- |
|        | Француска | партнерство   | 1989. |
| Извор  |           |               |       |